# Sara Keane
Sara Keane (* 7. Juni 1992) ist eine ehemalige US-amerikanische Fußballtorhüterin, die zuletzt in der Saison 2014 beim FC Kansas City in der National Women’s Soccer League unter Vertrag stand.

## Karriere

### Verein
Während ihres Studiums an der West Virginia University spielte Keane von 2009 bis 2013 für die dortige Universitätsmannschaft der West Virginia Mountaineers. Vor der Saison 2014 wurde sie vom NWSL-Teilnehmer FC Kansas City verpflichtet und debütierte dort am 14. Juni im Auswärtsspiel gegen die Houston Dash. Als Ersatztorhüterin von Nicole Barnhart kam sie im weiteren Saisonverlauf noch zu einem weiteren Einsatz über die volle Spielzeit und gewann am Saisonende mit dem FCKC als zweiter der regulären Saison die Meisterschafts-Play-offs. Vor der Saison 2015 gab sie ihr frühes Karriereende bekannt.

### Nationalmannschaft
Keane stand zeitweise im erweiterten Kader der US-amerikanischen U-20-Nationalmannschaft, absolvierte jedoch kein Länderspiel.

## Erfolge
- 2014: NWSL-Meisterschaft (FC Kansas City)